# Sony Watchman

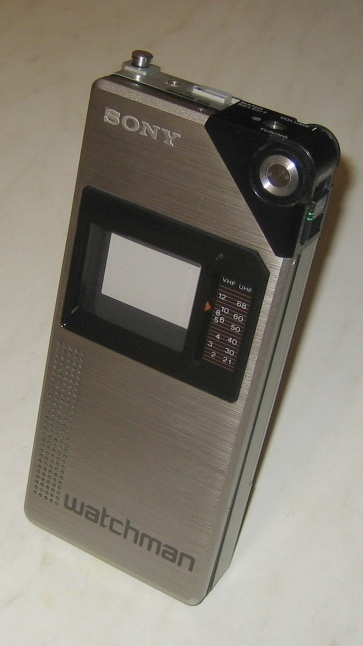
Primeiro modelo do Sony Watchman, o FD210 de 1982.

A Sony Watchman é uma linha de televisões portáteis registrada e produzida pela Sony entre os anos de 1982 e 2000. 

## Sobre o Produto

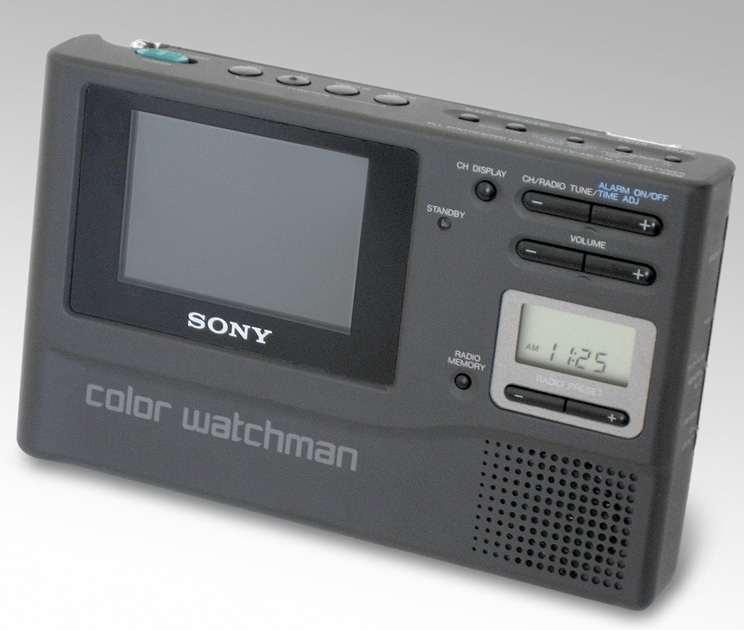
Modelo FDL-3500.

A Sony fabricou mais de 65 modelos de Watchman antes da interrupção de sua produção, em 2000. Após o lançamento de modelos, ainda mais depois do FD-210, aumentou o tamanho do display, e novas funcionalidades foram introduzidas. O FD-3, lançado em 1987, tinha um relógio digital embutido. O FD-30, lançado em 1984 teve incorporado rádio estéreo AM/FM. O FD-40/42/44/45 estavam entre os maiores Watchmans, utilizando um display de 4 polegadas CRT. O FD-40 introduziu uma única entrada A/V composto. O FD-45, lançado em 1986, foi resistente à água. Em 1988/1989, o Monitor do Watchman FDL 330S Color TV, com display LCD foi lançado em 1990, o FDL-310, modelo à cores do Watchman era LCD. Foi introduzida a FD-280 285, feita a partir de 1990 até 1994, foi o último a utilizar monitor preto e branco CRT. Um dos últimos Watchmans foi o FDL-22 lançado em 1998, que contou com um corpo ergonômico que tornava mais fácil de segurar, e introduziu o Sony Straptenna, onde a pulseira servia como antena.

## Legado
Devido à mudança do sinal analógico para a televisão digital, a maioria dos modelos da Sony em Watchman nos Estados Unidos perderam a sua utilidade, porque eles agora exigem ser conectado a um conversor digital. Devido a isso, o Watchman Sony, especialmente os modelos mais antigos CRT, estão se tornando cada vez mais populares como itens de colecionador.

## Curiosidades
- No filme Rain Man o personagem Raymond, de Dustin Hoffman utiliza um Watchman.